# Linux Gazette
Die Linux Gazette war ein monatlich erscheinendes Computer-E-Zine, das sich mit Linux befasst. Verfasst werden die Artikel in Englisch, um anschließend inoffiziell in neun weitere Sprachen, darunter Russisch, Französisch und Chinesisch übersetzt zu werden. Seit Juni 2011 ist keine Ausgabe mehr erschienen.

## Geschichte
Gestartet wurde das kostenlose Projekt 1995 von John Fisk. Das Magazin wurde von der SSC unterstützt und veröffentlicht. Die SSC sponserte damals noch das Linux Journal, bevor es von der Belltown Media Inc. übernommen wurde.
Verfasst wurden die Artikel in der Regel von Freiwilligen die schließlich von Mitarbeitern der Linux Gazette korrekturgelesen worden sind.

## The Answer Gang
Die Linux Gazette hob sich vor allem durch die Answer Gang von anderen Magazinen mit ähnlichen Themen ab. Dabei wurden nicht nur ausführliche Tutorien veröffentlicht, sondern auch ein manchmal gestellter Dialog in den Artikel eingefügt, die zum Thema hinführten und zum eigenen Slogan Making Linux just a little more fun passen sollten. So entstanden in der Regel amüsante und doch informative Beiträge.